# Комасација

## Увод
Комасација је поступак уређења земљишта који се користи за боље и функционалније коришћење пољопривредних површина или, другачије речено, укрупљавање поседа који су расејани. Овај поступак има за циљ да обједини те разбијене делове земљишта у веће, функционално корисне целине.
Комасација се врши у следећим случајевима (члан 31 закона о пољопривредном земљишту):
1. Када се због велике уситњености и неправилног облика катастарских парцела пољопривредно земљиште не може рационално користити
2. Када се врши изградња система за одводњавање или наводњавање
3. Када се врши изградња мреже пољских путева
4. Када се изградњом инфраструктурних и већих објеката (јавни путеви, железничке пруге, акумулација и др.), уређењем водотока и ширењем грађевинског реона врши даље уситњавање постојећих катастарских парцела, поремећај мреже пољских путева и система за одводњавање и наводњавање
5. Када је потребно извести противерозионе радове и мере

Процес комасације обично се састоји из неколико етапа: 
- Истраживање и планирање
- Договор са власницима
- Имплементација плана комасације

#### Истраживање и планирање:
Први корак укључује идентификацију поседа, анализу пољопривредних површина и разматрање како најбоље објединити парцеле.

#### Договор са власницима:
Обично се захтева сагласност свих власника земљишта који су укључени у процес комасације.

#### Имплементација плана комасације:
Извршење различитих активности које су предвиђене у кроз програм и пројекат комасације.

### Циљ комасације:
Комасација, као стратешки процес уређења земљишта, има неколико кључних циљева који су усмерени ка подизању ефикасности, одрживости и друштвеног развоја у аграрном сектору Србије.

## Историја
Први пропис у Србији у вези са комасацијом садржао је Урбариум Марије терезе од 1766. године који је примењен на подручју Војводине.
Први закон о комасацији је донет 1836 године Урбарски закон је допуњаван неколико пута и то 1840., 1857., 1871., 1883. и 1891. године.
Хрватски сабор је 1902. године донео Закон о комасацији земљишта који се примењивао на територији Срема све до 1945. године.

## Програм комасације
Програм комасације представља израду и реализацију стратегијских планова и мера са циљем остваривања постављених циљева и усмеравања процеса комасације. Овакав програм укључује широк спектар активности који је од значаја за уређење земљишта и простора.
1. Истраживање и анализа
2. Припремна фаза
3. Учешће локалне самоуправе
4. Техничка реализација
5. Финансијско планирање
6. Праћење и оцењивање

## Поступак комасације
Комасација је поступак уређења земљишта који има за циљ рационалније коришћење земљишта у сеоским подручјима. Ово уређење се обично спроводи ради обједињавања парцела у веће целине, оптимизације пољопривредне производње, побољшања инфраструктуре.

###### Фазе комасације:
1. Истраживање и анализа
2. Планирање
3. Консултације и обавештавање
4. Израда техничког пројекта
5. Реализација мера
6. Упис у катастар и промена власништва

- Процес комасације може трајати неколико година и захтева сарадњу између различитих стручњака и заинтересованих страна.

## Пројекат комасације
Пројекат комасације израђује се на основу података о границама комасационог подручја, просторном плану општине, ажурираних радних оригинала планова, вредности земљишта, вредности објеката, вредности дугогодишњих засада, пројекту каналске мреже, пројекту путне мреже, структури поседа, облика и величина нових парцела, уређењу насеља, итд...

##### Неопходни податци о сваком учеснику комасације:
1. Извод из просторног плана општине
2. Све парцеле старог стања са читко исписаним бројем парцеле
3. Промене проведене после утврђивања стварног стања
4. Границе катастарских општина, комасационог подручја грађевинског рејона и ванкомасационог подручја
5. Границе вредносних разреда
6. Границе и положај сталних објеката
7. Границе дугогодишњих засада
8. Пројекат путне мреже
9. Пројекат каналске мреже
10. Читко исписани бројеви табли

Учесник комасације увидом у пројекат комасације треба да добије јасну слику о изгледу уређеног земљишта након комасације нарочито када се ради о његовом поседу.
Комисија за комасацију оверава усвојени пројекат комасације. Једна оверена копија се доставља извођачу геодетских радова, а друга остаје стално изложена док траје поступак комасације. Основно правило када се формирају табле је да су дуже стране табли усмерене приближно у правцу исток-запад како би дуже стране парцеле биле у правцу север-југ и по могућности управне на доминантни правац ветра ради бољег осунчавања и опрашивања усева.

## Фрагментација земљишта
Фрагментација земљишта представља поделу земљишта на мање парцеле или делове. Овај појам се најчешће користи код пољопривредног земљишта или земљишта које је подложно честим поделама или раздвајањима.
Фрагментација земљишта може имати неке негативне последице. На пример, мање парцеле могу бити неефикасне за обраду мањим машинама, што може повећати трошкове и време за обраду земљишта. Такође, фрагментација може ометати оптималну употребу земљишта и утицати на рентабилност пољопривредне производње.

## Прикупљање података за потребе утврђивања фактичког стања
- Утврђивање фактичког стања земљишта пре комасације захтева прикупљање различитих података и информација о постојећем стању земљишта и објеката који су обухваћени процесом комасације. Ови подаци су кључни како би се донеле одговарајуће одлуке и планови за уређење земљишта.
- Да би се тачно установило шта поједини учесник комасације уноси у комасацију приступа се утврђивању фактичког стања или стварног стања непокретности. За сваког учесника се утврђује положај, површина и култура сваке парцеле као и утврђивање права својине, располагања, коришћења и др.
- Као крајњи документ који се добија је записник о утврђивању фактичког стања непокретности.

## Пројекованје путне мреже
- Пројектовање путне мреже представља једну важну фазу у процесу комасације. Ова фаза  има за циљ стварање функционалне и ефикасне инфраструктуре за приступ и коришћење земљишта.
- Путна мрежа у већини случајева прати каналску мрежу. На пројекат путне мреже утичу разни услови као што су распоред и квалитет постојећих путева, положај насеља, квалитет земљишта, структура усева и др. Путеви се деле на категорисане и некатегорисане, и у комасационом подручју заступљене су обе категорије.
- Пољски путеви се предходно трасирају на прегледном плану размере 1:5000 до 1:20000 и затим се врши аналитичка разрада и рачунање координата преломних тачака граница путног појаса на раскрсницама путева. Координате ових тачака рачунају се у државном координатном систему. Такође се у пројекту дају или означавају координатне осе путева и њихове ширине да би се путеви нанели на геодетске подлоге.

## Груписање путева
- Груписање парцела представља кључну етапу у процесу комасације, фокусирану на обједињавање и рационализацију пољопривредних парцела.
- Груписање парцела омогућава оптималније коришћење ресурса, доприноси повећању пољопривредне производње. Веће, обједињене парцеле могу оптимизовати коришћење механизације и штедети време
- Да би се извршило груписање пољопривредних парцела и поседа мора се претходно израдити одговарајућа геодетско-техничка документација за расподелу комасационе масе.
- На основу члана 38. Закона о пољопривредном земљишту у поступку комасације се обезбеђује земљиште за изградњу објеката за потребе насеља (за изградњу мреже пољских путева, система за одводњавање и наводњавање, за комуналне и друге потребе насеља).
- Сагласно члану 42. Закона о пољопривредном земљишту, „укупна вредност земљишта које се даје из комасационе масе не може бити мања нити већа од 10% од укупне вредности земљишта унетог у комасациону масу (укључујући и умањење за заједничке потребе), а укупна површина земљишта која се даје из комасационе масе не може бити мања нити већа од 20% од укупне површине земљишта унетог у комасациону масу, осим ако се комисија и учесник комасације другачије не споразумеју″.

## Поступак прерасподеле земљишта
- Пре расподеле земљишта из комасационе масе, а на основу програма комасације и на предлог комисије за комасацију утврђују се начела расподеле комасационе масе комасационог подручја. Начела расподеле комасационе масе представљају основни оквирни документ на основу кога се усмеравају теничка решења и поступци за пројектовање и реализацију новог стања поседа, уређења простора и мера које треба спровести.
- Сагласно члану 36. Закона о пољопривредном земљишту „власник земљишта нема право накнаде за улагања у објекат или вишегодишњи засад на земљишту у комасационој маси, ако је та улагања извршио после дана објављивања одлуке оспровођењу комасације″.
- Расподелу комасационе масе врши Комисија за комасацију, коју сагласно члану 35. Закона о пољопривредном земљишту, образује Скупштина општине на чијој територији се врши комасација.